# 李海渊
李海渊（1964年10月—），山西孝义人。中華人民共和國政治人物。山西师范大学中文系汉语言文学专业毕业，现任山西省新闻出版广电局局长。

## 生平
2006年，任中共临汾市宣传部长。2010年，任山西广播电视台党委书记、台长、总编。2013年10月，任中共朔州市委副书记、代市长（2014年4月正式当选市长）。2016年8月，因工作调动辞去朔州市市长职务。2016年8月12日被任命为山西省新闻出版广电局局长。